# Château de Hellering
 (mai 2010).
Si vous disposez d'ouvrages ou d'articles de référence ou si vous connaissez des sites web de qualité traitant du thème abordé ici, merci de compléter l'article en donnant les références utiles à sa vérifiabilité et en les liant à la section « Notes et références ».
Le château de Hellering est un château en ruines situé à Hombourg-Haut dans le département français de la Moselle. Il fut détruit par un incendie en novembre 1918 et classé monument historique en 1930.

## Description géographique du château et de son domaine
Situé à la ferme de Hellering, en contrebas sur la droite de la RD 103r de Hombourg-Haut à Guenviller, et signalé par une curieuse chapelle à cheval sur le mur d'enceinte, le château est maintenant inclus dans l'emprise d'un élevage de chevaux. Son envahissement par la végétation et son délaissement laissent craindre qu'il ne disparaisse.
La description de Gerhard von Baum, propriétaire en 1916 :
Le domaine avait une superficie d'environ 205 hectares (820 arpents prussiens). Le château et son domaine est situé à 20 km de Sarrebruck dans le territoire lorrain, soit à 12 km de Forbach (avec écoles supérieures), à environ 7 km de Saint-Avold, ville de garnison (deux régiments de cavalerie, un régiment d'infanterie et un d'artillerie), à environ 4 km de la gare de Béning-lès-Saint-Avold (train rapide) et environ 1 km et demi de la gare de Hombourg-Haut. Toutes ces localités se trouvent le long de la voie ferrée Sarrebruck-Metz (ligne Francfort-Paris), à travers la vallée de la Rosselle, réputée pour sa beauté. Le domaine lui-même touche la route principale, le château à environ 1 km de la localité se trouve dans une vallée transversale de la Rosselle qui se distingue par sa situation protégée et au climat doux. Le château est un des plus beaux sites de Lorraine et vu son emplacement, certainement le plus beau.

## Description des structures du château de Hellering
Le château se compose de trois parties. La première partie avec le bâtiment le moins ancien datant début XXe siècle (vers 1910) avec ses structures en acier et en béton dans un style néo-renaissance français, orienté vers le parc (photo 3). La deuxième partie date du XVIIIe siècle, très ruinée, l'architecture est typique de ce siècle avec ses fenêtres et sa porte qui donnent sur l'extérieur (photo 2). La troisième partie est la plus ancienne et la plus importante. Datable du XVIe-XVIIe siècle voire plus ancienne. Elle se compose de deux tours ou bastions avec ses meurtrières, d'une grande porte principale donnant sur la cour, d'une longue façade avant allant jusqu'à un mètre soixante centimètres d'épaisseur et de petits bâtiments servant de cuisine orientés vers la ferme (photo 1).

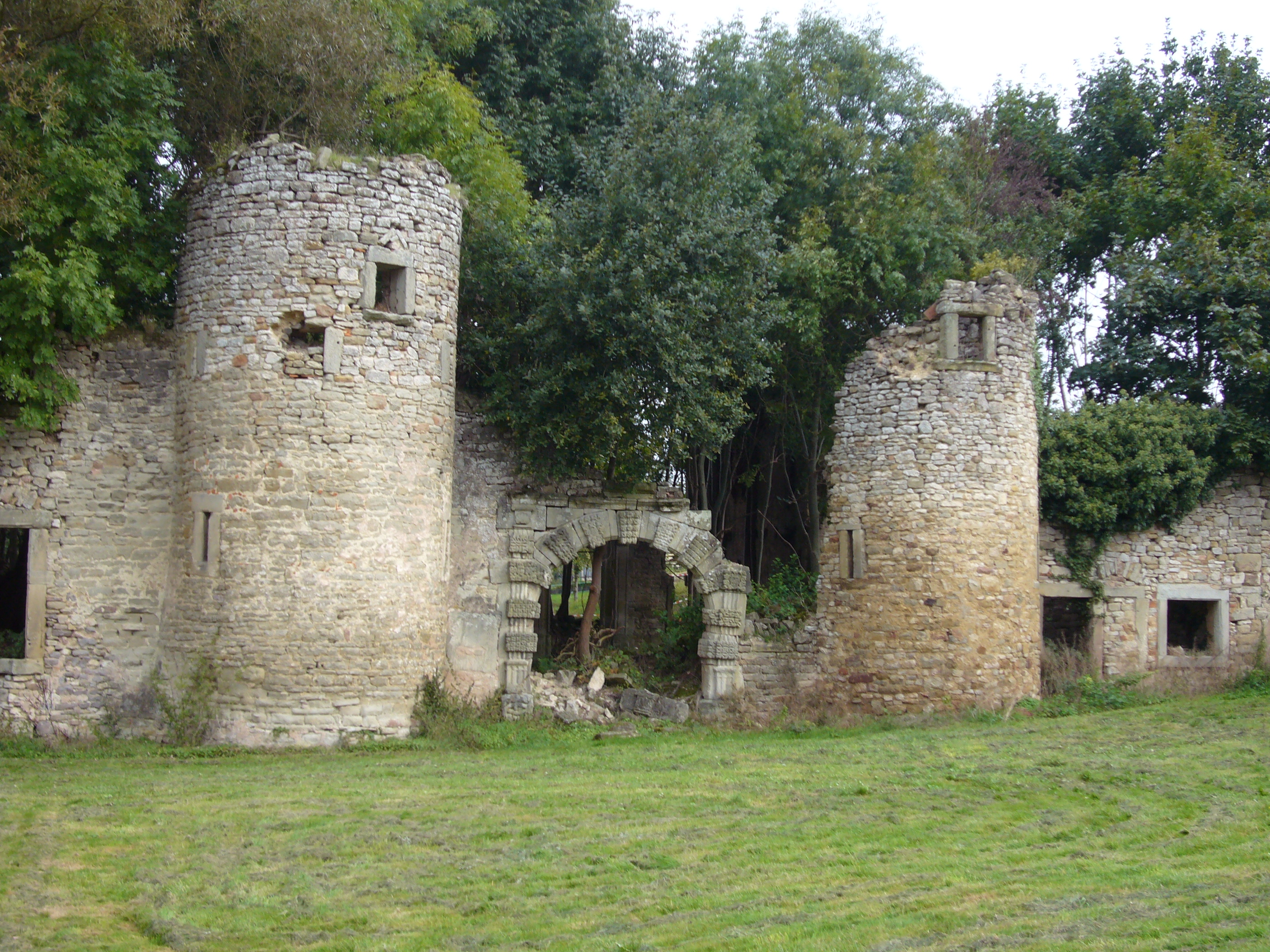
Façade avant côté nord, vue sur la porte principale et les deux tours (photo 1)
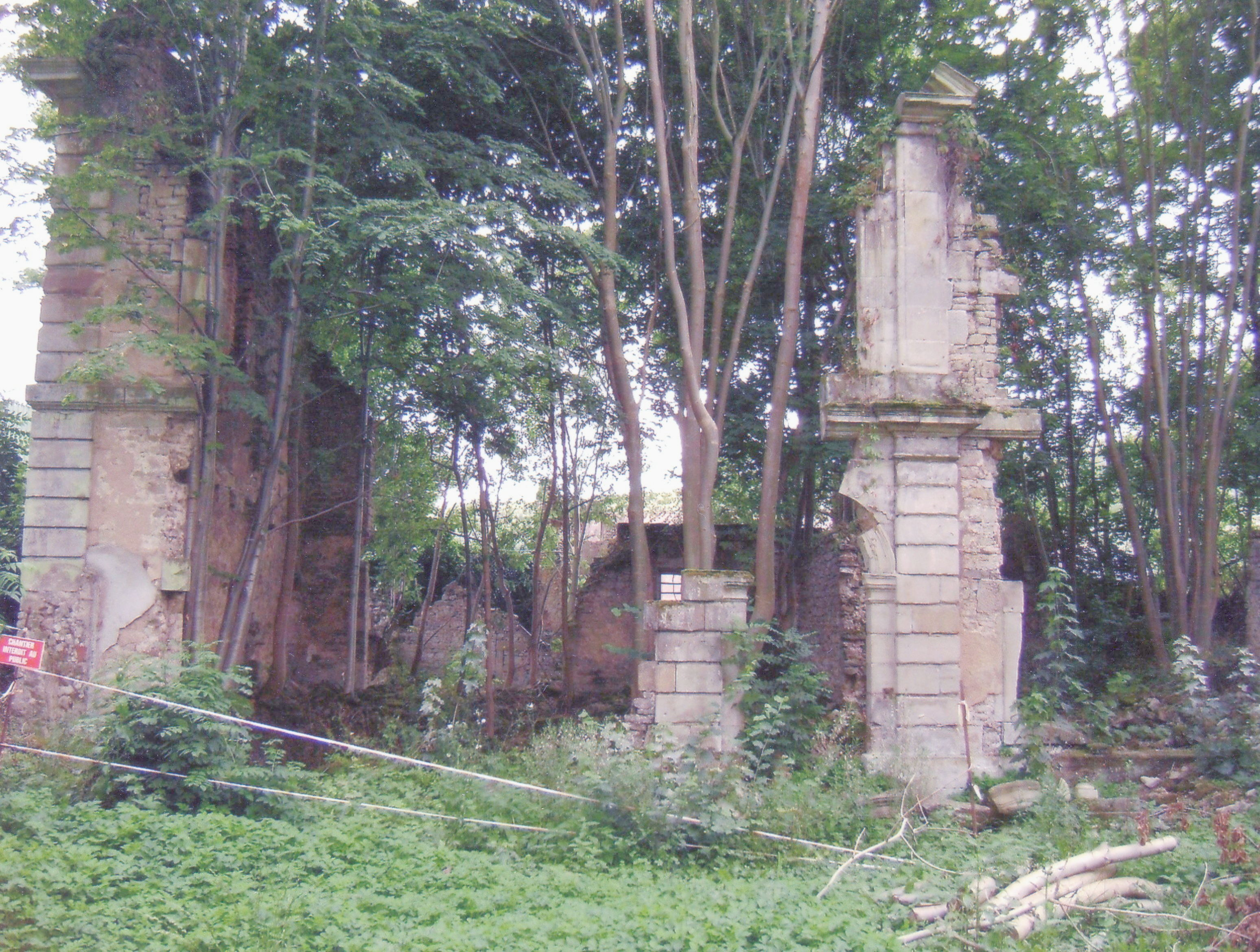
Bâtiment arrière côté est, construction datant du XVIIIe siècle (photo 2)
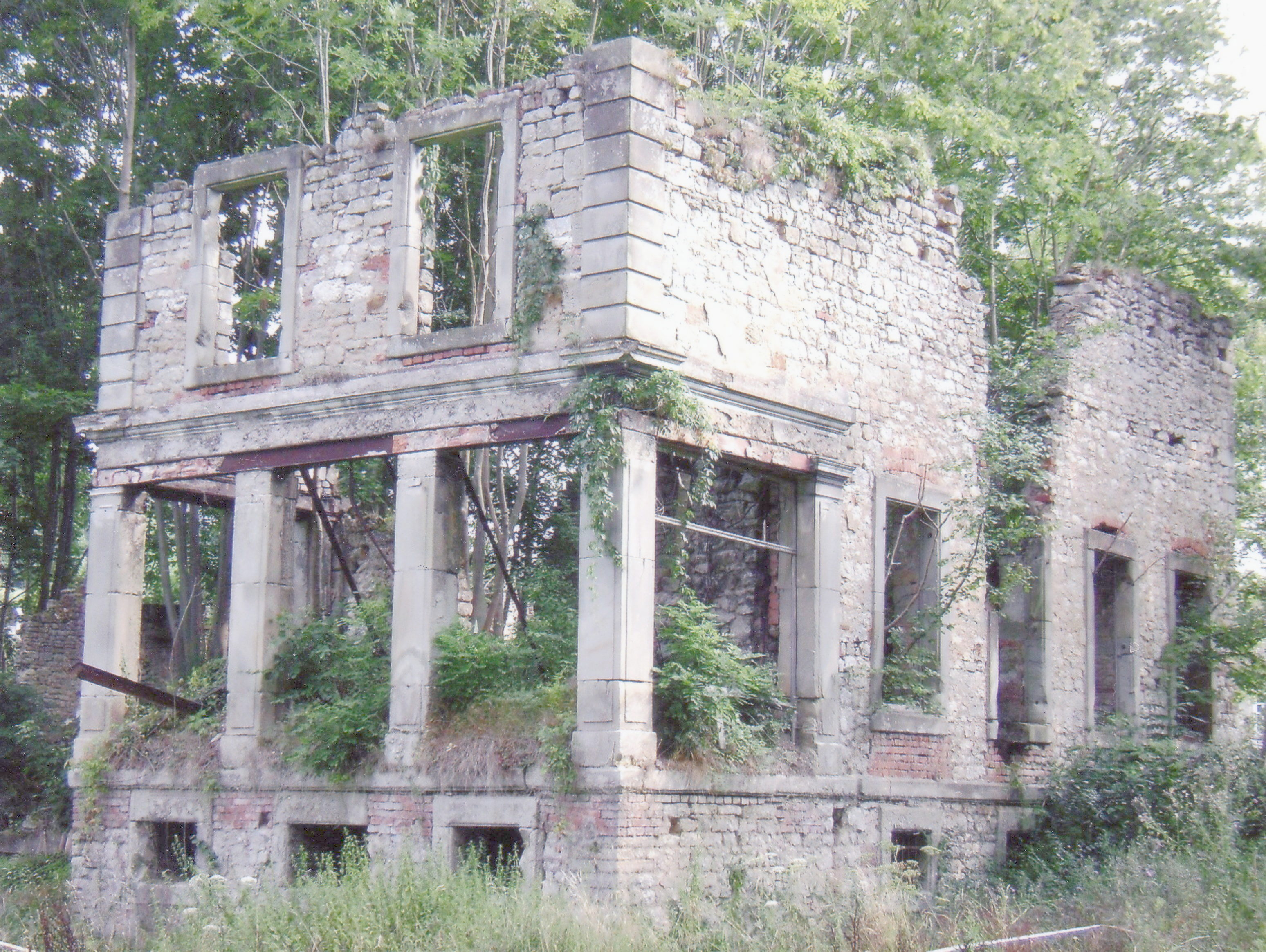
Un bâtiment arrière côté ouest, construction datant début du XXe siècle (photo 3)

### Les tours ou bastions et sa courtine

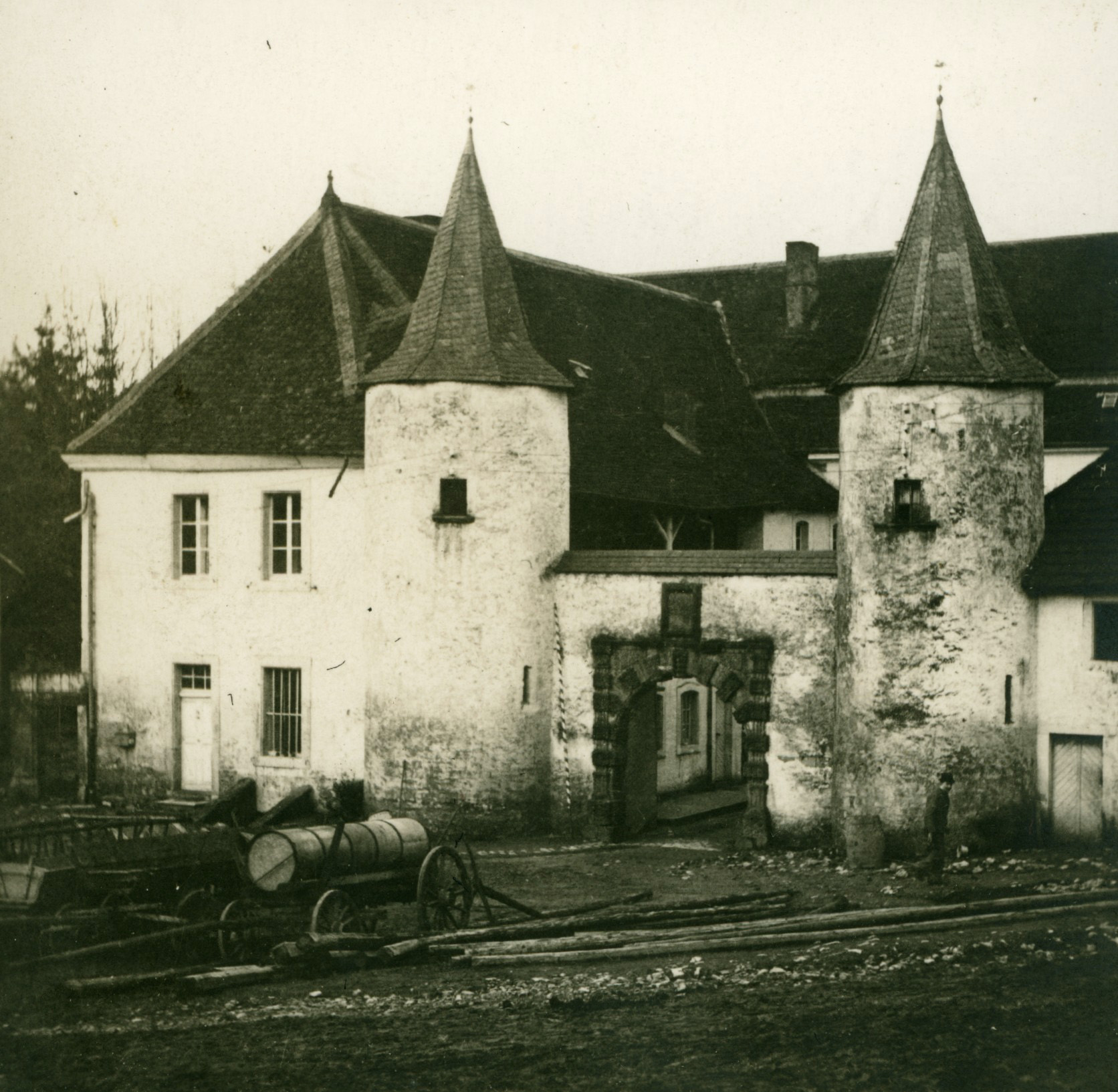
La porte, en 1912

Le château est flanqué de deux tours ou bastions de défense distantes de deux mètres cinquante centimètres, elles sont composées, toutes les deux, de quatre meurtrières datables du XVIe siècle, ainsi que de petites fenêtres en haut des tours pouvant servir de poste de guet et de défense.
Au niveau de la tour de gauche, différentes couches de construction ou de reconstruction de la tour sont visibles. Soient six phases de reconstructions différentes. L'embase semble être plus ancienne certainement datable du XIVe siècle. L'embase de l'appareillage de la tour droite est peu visible car l'empierrement est diversifié et on peut voir les différents stades de réparation.
Les deux tours sont également séparées par une courtine, un mur de défense d'une hauteur de quatre mètres visible sur d'anciennes photos. La courtine, construite par M.Mangay (propriétaire du domaine à ce moment-là) en 1717, avait une structure en bois et était soutenu par des boulins (poutrelles soutenant une construction en bois).

### La porte principale
La porte principale du château de Hellering est de même type d'architecture que le château de Gombervaux, Meuse, datée fin XVIe siècle. Elle est en forme d'arc, décorée d'anges dans le ciel et de démons sortant de l'enfer, une représentation de la bataille entre anges et démons décrite dans une des œuvres de Michel-Ange au XVIe, XVIIe siècle. Son arc de plein cintre surhaussé est posé sur deux assises hautes de chaque côté, supportant l'arc et le long linteau vertical décoré, avec à son extrémité deux linteaux horizontaux avec de chaque côté une coquille Saint-Jacques sculptée sur la face avant. La coquille Saint-Jacques représente le chemin de Compostelle qui passait jadis et passe toujours sur le site du Hérapel près du village de Cocheren, Hombourg-Haut via Metz.

### Les bâtiments et la façade avant du château

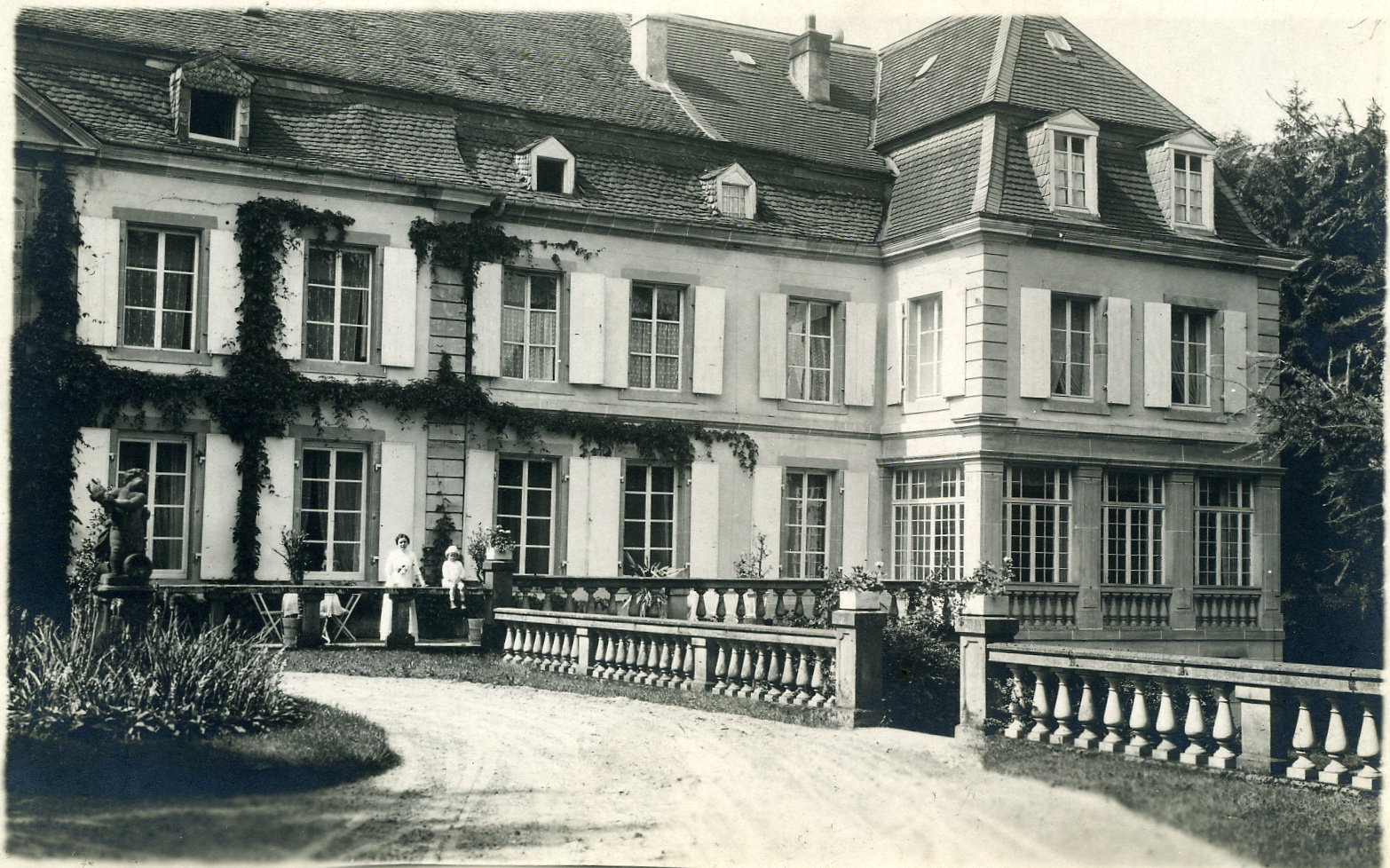
Château vers 1916/17

L'avant du château a été fortement modifié, néanmoins des traces du XVIe, XVIIe siècle sont encore visibles.
Nous pouvons l'apercevoir au niveau des arcs de décharge de certaines fenêtres et portes. En effet, les linteaux sont soulagés par un arc de décharge venant s'appuyer sur leurs sommiers  ménagés aux deux extrémités du linteau. Nous pouvons le voir aussi sur les portes murées à l'intérieur de la cour. Le crépi tombé dévoile l'architecture, ainsi nous retrouvons ces linteaux soulagés par un arc de décharge identique aux fenêtres et aux portes extérieures du château. Dans les édifices du XIe au XVe siècle, les linteaux ne sont généralement employés que pour couvrir de petites ouvertures, et sont alors d'un seul morceau. Dans les édifices civils particulièrement, où les fenêtres et les portes sont presque toujours carrées, les linteaux sont hauts, quelquefois taillés en triangle pour mieux résister à la pression. Sur l'édifice nous pouvons constater le même procédé, bien qu'à la place de ne former qu'un seul bloc, deux appareils mis en triangle forment le liteau comblé entre et sur la forme par de l'appareillage régulier qui est tout à fait datable du milieu du XIXe siècle.

### Les structures de défense du château
Le château est défendu par deux tours ou bastions avec quatre meurtrières chacune, d'une courtine, d'un mur d'une épaisseur d'un mètre soixante centimètres à certains endroits, notamment les plus anciennes, et d'une canonnière à lunette découverte en 2009 avec sa poudrière (salle voûtée pour le stockage de la poudre). Ces découvertes sont dues à la détérioration des structures. En effet, à la suite de sa forte dégradation, le crépi d'un centimètre et demi d'épaisseur se fissure et s'effrite laissant derrière lui ses vestiges cachés depuis le XVIIe siècle. C'est en enlevant les pierres maçonnées dans la lunette qu'est apparue une petite salle d'un mètre-vingt centimètres de longueur, de soixante-six centimètres de large au niveau de l'axe de tir, quatre-vingt-treize centimètres de large au niveau de l'entrée et un mètre soixante-dix de haut. La canonnière a une ouverture de tir de trente et un centimètres et demi de large et treize centimètres de haut, qui s'enfonce dans l'épaisseur du mur. Le constructeur a ajouté un ébrasement afin d'améliorer le flanquement.

### La chapelle castrale
L'ancienne chapelle (médiévale) se situait à une quinzaine de mètres de la nouvelle chapelle, à l'angle droit des murs perpendiculaires du château et de l'entrée principale de la ferme actuelle. La date de construction n'est pas encore bien définie mais il semblerait qu'elle serait édifiée au XIIIe siècle, date à laquelle le site fut une ferme fortifiée appartenant à une grande seigneurie et à des moines bénédictins. En 1611, Jean Philippe de Bourgogne fit reconstruire la chapelle déjà ruinée.

### La chapelle contemporaine
La chapelle actuelle a été construite en 1934. L'appareillage est finement découpé, typique de l'architecture du début du XXe siècle. Son architecte M. Dittlinger et son entrepreneur M. J. Tilly de Hombourg-Haut imitèrent l'architecture de style du XVIIIe siècle. De forme rectangulaire, cinq mètres de haut sur quatre mètres cinquante de large elle préserve une ossature de charpente en bois assez bien maniée. Son petit clocher reste simple mais de bon goût. La chapelle est dédiée à saint Isidore protecteur des agriculteurs, saint Hubert protecteur des chasseurs et saint Joseph protecteur de la famille dominant à l'entrée dans une petite niche placée au-dessus de la chapelle.